# Inner City Bypass
Der Inner City Bypass (ICB) ist eine Stadtautobahn in Brisbane im Südosten des australischen Bundesstaates Queensland. Der 4,5 km lange Bypass liegt nordwestlich des Stadtzentrums. Er verbindet den Pacific Motorway (ebenfalls M3) und die Go Between Bridge im Südwesten an der Hale Street mit dem Kingsford Smith Drive (S25), dem Clem Jones Tunnel (M7) und der Lutwyche Road (A3) im Nordosten. Auf dem größten Teil der Strecke folgt er dabei der Exhibition Railway Line.
Der südwestliche Teil des ICB bis zur Kreuzung mit der Horace Street wurde als M3 ausgewiesen.
Die Stadtautobahn kostete AU-$ 220 Mio., ist sechsspurig ausgebaut, besitzt 4 Tunnel und 18 Brücken und war das größte Infrastrukturprojekt in Queensland seit Jahrzehnten. Die Nutzung ist gebührenfrei.
Der ICB, dessen Bau vom Stadtrat von Brisbane in Auftrag gegeben wurde, gilt als eines der erfolgreichsten Straßenprojekte in der Stadt. Er wurde deutlich früher als geplant fertiggestellt, blieb im Budgetrahmen und ist heute eine der meistbefahrenen Straßenzüge in Brisbane. Zu Stoßzeiten gibt es längere Staus auf den Fahrspuren Richtung Hale Street, was in der Bevölkerung zum Spottnamen Inner City Car Park geführt hat.

## Bau
Der ICB entstand in drei Baustufen:
- Stufe 1 – Hale Street bis Campbell Street (fertiggestellt im November 2001)
- Stufe 2 – Campbell Street bis Abbotsford Road (fertiggestellt im Februar 2002)
- Stufe 3 – Abbotsford Road bis Kingsford Smith Drive (fertiggestellt im Juli 2002)

## Ausfahrten und Kreuzungen
| Inner City Bypass |                                        |                                      |                                                                     |
| Ausfahrten Richtung Norden | Entfernung zum Flughafen Brisbane (km) | Entfernung zum Pacific Motorway (km) | Ausfahrten Richtung Süden                                           |
| Ende Inner City Bypass weiter alsKingsford Smith Drive nach Pinkenba                                                                                  | 9                                      | 5                                    | Beginn Inner City Bypass weiter vom Kingsford Smith Drive           |
| Ende Inner City Bypass weiter alsKingsford Smith Drive nach Pinkenba                                                                                  | 9                                      | 5                                    | Innenstadt Brisbane Breakfast Creek Road                            |
| keine Ausfahrt | 9,3                                    | 4,7                                  | Albion, Virginia Sandgate Road                                      |
| Virginia, Redcliffe, Innenstadt Brisbane Abbotsford Road                                                                                              | 9,6                                    | 4,4                                  | keine Ausfahrt                                                      |
| FERNY GROVE RAIL LINE | 10,1                                   | 3,9                                  | FERNY GROVE RAIL LINE                                               |
| EXHIBITION RAIL LINE | 10,3                                   | 3,7                                  | EXHIBITION RAIL LINE                                                |
| Logan, Gold Coast Clem Jones Tunnel | 10,5                                   | 3,5                                  | Logan, Gold Coast Clem Jones Tunnel                                 |
| Bald Hills, Sunshine Coast Lutwyche Road | 10,7                                   | 3,3                                  | weiter als                                                          |
| Herston, Innenstadt Brisbane Herston Road | 11,4                                   | 2,6                                  | keine Ausfahrt                                                      |
| Victoria Park Road | 12,7                                   | 1,3                                  | Innenstadt Brisbane, Ferny Grove, Mount Samson Kelvin Grove Road 77 |
| Ferny Grove, Mount Samson Kelvin Grove Road 77 | 12,9                                   | 1,1                                  | keine Ausfahrt                                                      |
| Ashgrove, Mount Glorious, Innenstadt Brisbane Musgrave Road                                                                                           | 13                                     | 1                                    | Hale Street                                                         |
| keine Ausfahrt | 13,2                                   | 0,8                                  | Innenstadt Brisbane, Paddington Caxton Street                       |
| Mount Coot-tha, Ipswich Milton Road (Zufahrt nur vom Pacific Motorway)                                                                                | 13,5                                   | 0,5                                  | Innenstadt Brisbane, Mount Coot-tha, Ipswich Milton Road            |
| Little Cribb Street (Zufahrt nur vom Pacific Motorway)                                                                                                | 13,5                                   | 0,5                                  | Innenstadt Brisbane, Mount Coot-tha, Ipswich Milton Road            |
| Beginn Inner City Bypass | 14                                     | 0                                    | Ende Inner City Bypass                                              |
| Ampel (Im Uhrzeigersinn von Bypass) Pacific Motorway nach Logan Central (26 km) und zur Gold Coast (79 km) Coronation Drive nach Indooroopilly (6 km) |                                        |                                      |                                                                     |

## Künftige Straßenverbindungen
Obwohl nicht Teil des TransApex-Projektes, ist der ICB ein unverzichtbarer Teil der zukünftigen Tunnelverbindung und anderer, geplanter Stadtautobahnen. Der Inner City Bypass soll an den Airport Link angeschlossen werden. Der Airport Link soll Mitte 2012 fertiggestellt werden.